# Nhà hát lớn Bình Nhưỡng
Nhà hát lớn Bình Nhưỡng là một nhà hát nằm ở Bắc Triều Tiên. Nó được mở cửa vào năm 1960.